# 공예지
공예지(1987년 8월 21일 ~ )는 대한민국의 배우이다.

## 학력
- 한국예술종합학교 연극원

## 출연 작품

### 영화
- 2006년 《깊이잠든 샘》
- 2007년 《Sing Along》
- 2007년 《Bolex Lorelei》
- 2007년 《마음》
- 2009년 《날아가다》
- 2009년 《방랑의 카우보이》
- 2010년 《경》 ... 후경 역 ... (2010년 4월29일)
- 2014년 《셔틀콕》 ... 백은주 역 ... (2014년 4월 24일)
- 2015년 《경성학교: 사라진 소녀들》 ... 유카 역 ... (2015년 6월 18일)
- 2015년 《세상끝의 사랑》 ... 정유진 역
- 2016년 《여고생》... 홍진숙 역
- 2021년 《칠흑》

### 드라마
| 연도 | 방송사 | 제목            | 역할                      | 비고 |
| ---- | ------ | --------------- | ------------------------- | ---- |
| 2016 | tvN    | 피리부는 사나이 | 연준희                    |      |
| 2022 | JTBC   | 나의 해방일지   | 한수진 역(미정 직장 동료) |      |
| 2023 | JTBC   | 킹더랜드        | 김수미                    |      |
| 2025 | KBS1   | 대운을 잡아라   | 김미진                    |      |

### 연극
- 2009년 《방》
- 2010년 《한 여름 밤의 꿈》
- 2016년 《글로리아》

## 수상 및 후보
| 연도 | 시상식            | 부문            | 작품   | 결과 |
| ---- | ----------------- | --------------- | ------ | ---- |
| 2014 | 제23회 부일영화상 | 여자 신인연기상 | 셔틀콕 | 후보 |
| 2015 | 제2회 들꽃영화상  | 신인여우상      | 셔틀콕 | 후보 |